# 蜂の巣の子供たち
『蜂の巣の子供たち』（はちのすのこどもたち）は、1948年に公開された清水宏監督の日本映画。キネマ旬報ベスト・テン4位。

## ストーリー

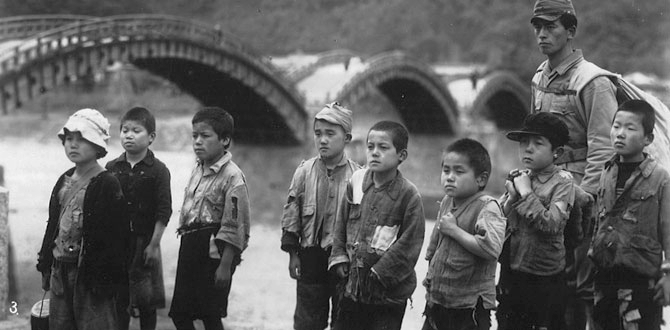
映画の１場面

天涯孤独の復員兵・島村修作が下関駅にいたところ、浮浪児たちが現れ、次いで引き揚げ者の夏木弓子も登場する。会話を交わした後、弓子は知り合いの元へと向かう。
その後、修作は浮浪児たちと親しくなり、図星の政という一本足の男が彼らに犯罪をさせていることを知る。やがて修作は自分の生活のために様々な仕事に従事し、その様子は浮浪児たちにも影響を与えた。それが面白くない図星の政は修作を狙うが、返り討ちに遭う。浮浪児たちと交流を重ねる中で、そのうちの一人が死亡する。
その後、修作と子どもたちは広島で弓子と再会する。

## 出演者
- 復員者・島村修作：島村俊作
- 夏木弓子：夏木雅子
- 叔父貴と言う男：御庄正一
- 医者：伊本紀洋史
- 工場主：多多島元
- 荷馬車や：矢口渡
- 運ちゃん：植谷森太郎
- 戦災孤児・普公：久保田晋一朗
- 豊：岩本豊
- 弘之：三原弘之
- 寛市：平良喜代志
- 源之介：硲由夫
- 丹波：中村忠雄
- 清：川西清
- 引揚児・義坊：千葉義勝

## 制作
敗戦後の多くの浮浪児がいる中で、清水宏監督は子供が好きで何人かの浮浪児を引き取って育てていた。この子供たちを使って映画を作ることを考え、蜂の巣プロダクションを設立。顔見知りの人々の中から出演者を決め、子供たちは出演だけではなく、照明助手としてレフを持ったり、機材を運んだりした。
企画の趣旨に賛同した和歌山県の地主が出資し、オール・ロケーション、オールしろうと配役により撮影。スタッフはカメラマンと助監督以外は全部しろうとである。